# Chattak
Chattak war eine Masseneinheit in Kalkutta und auch ein Flächenmaß in der Präsidentschaft Bengalen.

## Flächenmaß
- 1 Chattak = 20 Quadrat-Covits = 39 3/5 Pariser Quadratfuß
  - 320 Chattaks = 1 Bigga = 1358 Quadratmeter

## Masseneinheit
Im Getreidehandel
- 1 Chattak = 42 2/5 Gramm
  - 5 Chattaks = 1 Kunke
  - 20 Chattaks = 1 Roik
  - 80 Chattaks = 1 Pallie
  - 1600 Chattaks = Soalli
  - 15.600 Chattaks = 1 Kahun

Im Handel mit Flüssigkeiten
- 1 Chattak = 43 3/5 Gramm
  - 4 Chattaks = 1 Puah/Pice = 68,3 Gramm
  - 16 Chattaks = 1 Seer
  - 80 Chattaks = 5 Seer = 20 Pice = 1 Possare = 366 Gramm
  - 640 Chattaks = 1 Maon